# Natel

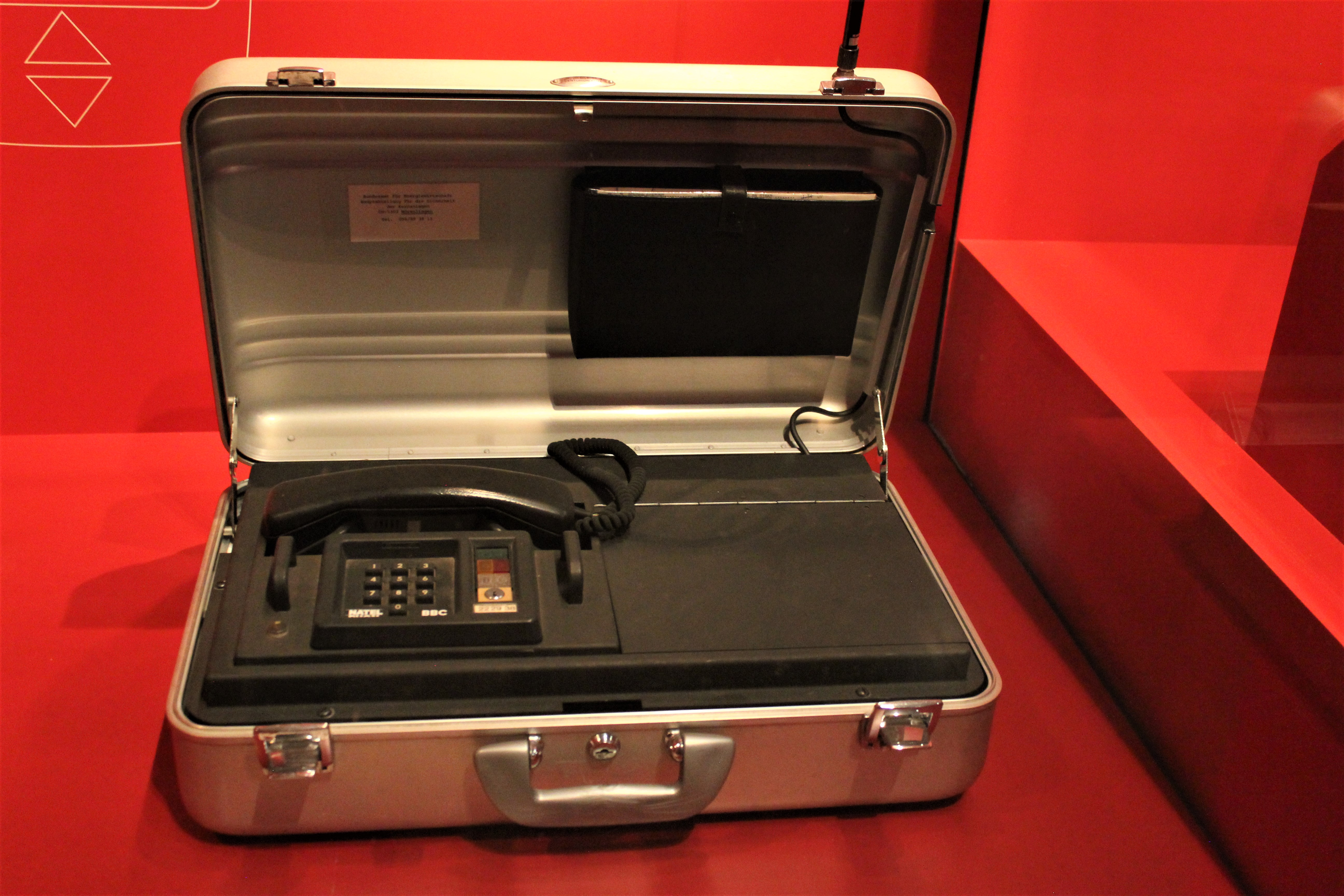
Natel A, ein Mobiltelefon der ersten Generation

Natel (Schreibweise als Markenname: NATEL) ist eine nur in der Schweiz eingetragene und verwendete Marke der ursprünglichen PTT und der heutigen Telekommunikationsgesellschaft Swisscom, unter der bis 2017 die Mobilfunk-Angebote der Swisscom vermarktet wurden. Umgangssprachlich wurde «Natel» zum Gattungsnamen für «Mobiltelefon» in allen Sprachregionen der Schweiz.

## Wortherkunft
Das Wort Natel ist eine Abkürzung für «Nationales Autotelefon» und bezeichnete zuerst die gesamte Funknetztechnologie inklusive der Gerätschaften. Da die heutige Swisscom – früher PTT – für lange Zeit ein rechtliches Monopol in der Telekommunikation hatte und deshalb der einzige Mobilfunk-Anbieter auf dem Schweizer Mobilfunkmarkt war, wurde der Ausdruck «Natel» in der gesamten Schweiz in allen Sprachregionen zum Gattungsnamen für «Mobiltelefon».
Nach Verlust des Fernmeldemonopols und mit Aufkommen weiterer Mobilfunkbetreiber wurde das Wort im Jahre 1999 in Grossbuchstaben markengeschützt und von Swisscom nur noch für die Mobilfunktarifangebote genutzt und nicht mehr für Gerätschaften oder Netztechnologie. Nur so konnte auch der Markenschutz wirksam umgesetzt werden.
Der Begriff «Handy» war bei Einführung des digitalen Netzes (Natel D) als Bezeichnung für Mobilfunkgeräte noch gänzlich unbekannt und inexistent (und zudem seit den 1960er-Jahren durch das gleichnamige Geschirrspülmittel der Migros belegt). Er war erst viel später und ausschliesslich in der Deutschschweiz, nicht jedoch in der lateinischen Schweiz, von Deutschland her eingesickert, als zudem Swisscom darauf achtete, dass die Konkurrenz die Bezeichnung NATEL in Grossbuchstaben aus Markenschutzgründen nicht nutzen durfte, auch nicht für Mobilfunkgeräte. In der welschen Schweiz hat sich seither das Wort «mobile», in der italienischsprachigen «telefonino» etabliert.
Insgesamt stellt das Wort «Natel» sowohl innerhalb der deutschen Standardsprache, wie auch im Französischen, Italienischen und Rätoromanischen einen Helvetismus dar.

## Geschichte

### Übersicht

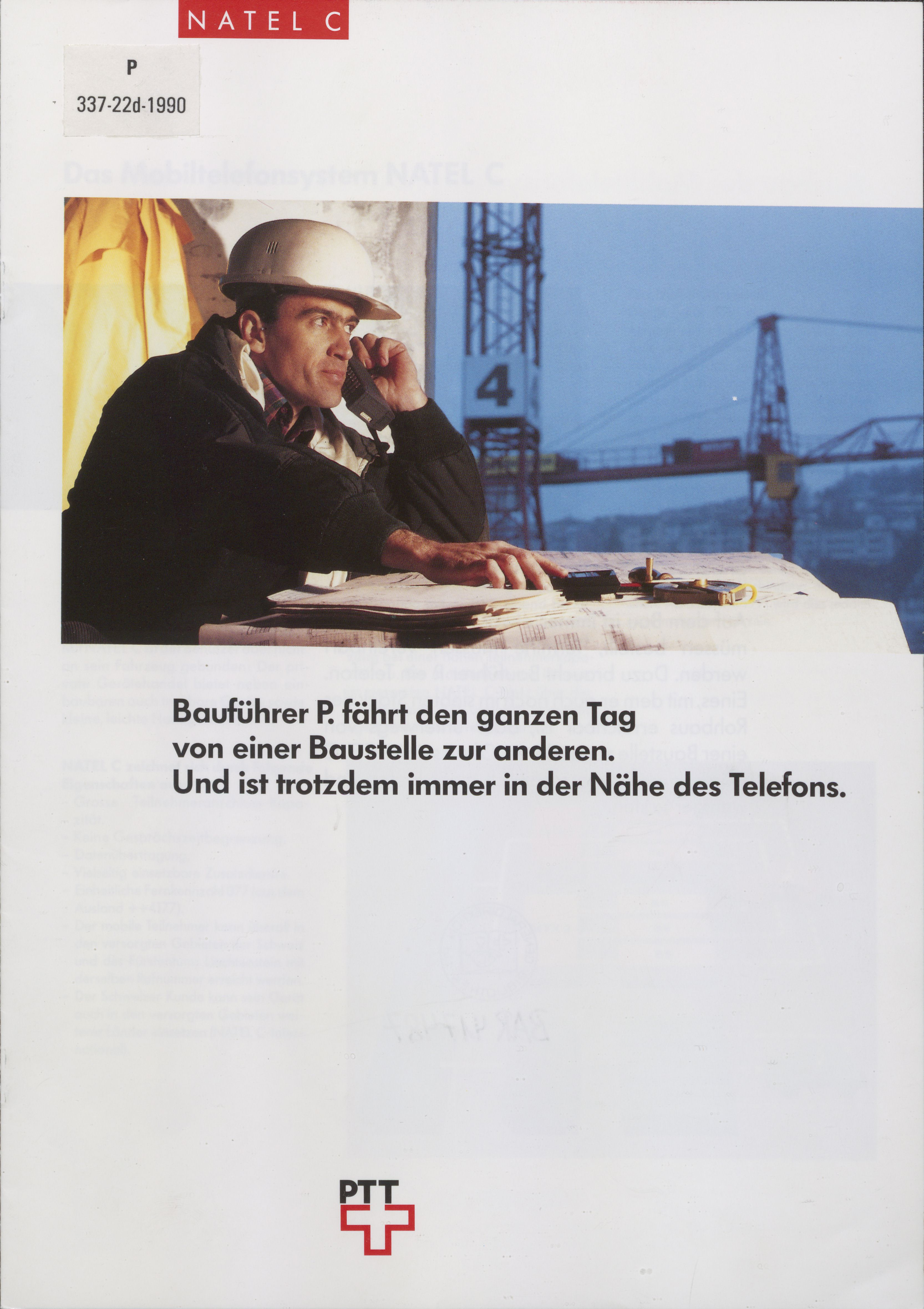
Werbung für das Natel C im Jahre 1990

1975 begannen die PTT-Betriebe mit dem Projekt «mobiles Telefonnetz für Fahrzeuge» unterstützt von einem bundesrätlichen Konjunktur-Förderprogramm.
Analoge Netze:
- NATEL A (erstes Teilnetz 1978)[1]
- NATEL B (1983), ein immer noch 12 Kilogramm schweres tragbares Mobiltelefon im Koffer
- NATEL C (1987), NMT-System, analoge Sprachübermittlung, Vermittlungs- und Steuerinformationen digital

Digitales Netz:

Eine NATEL-Nachricht

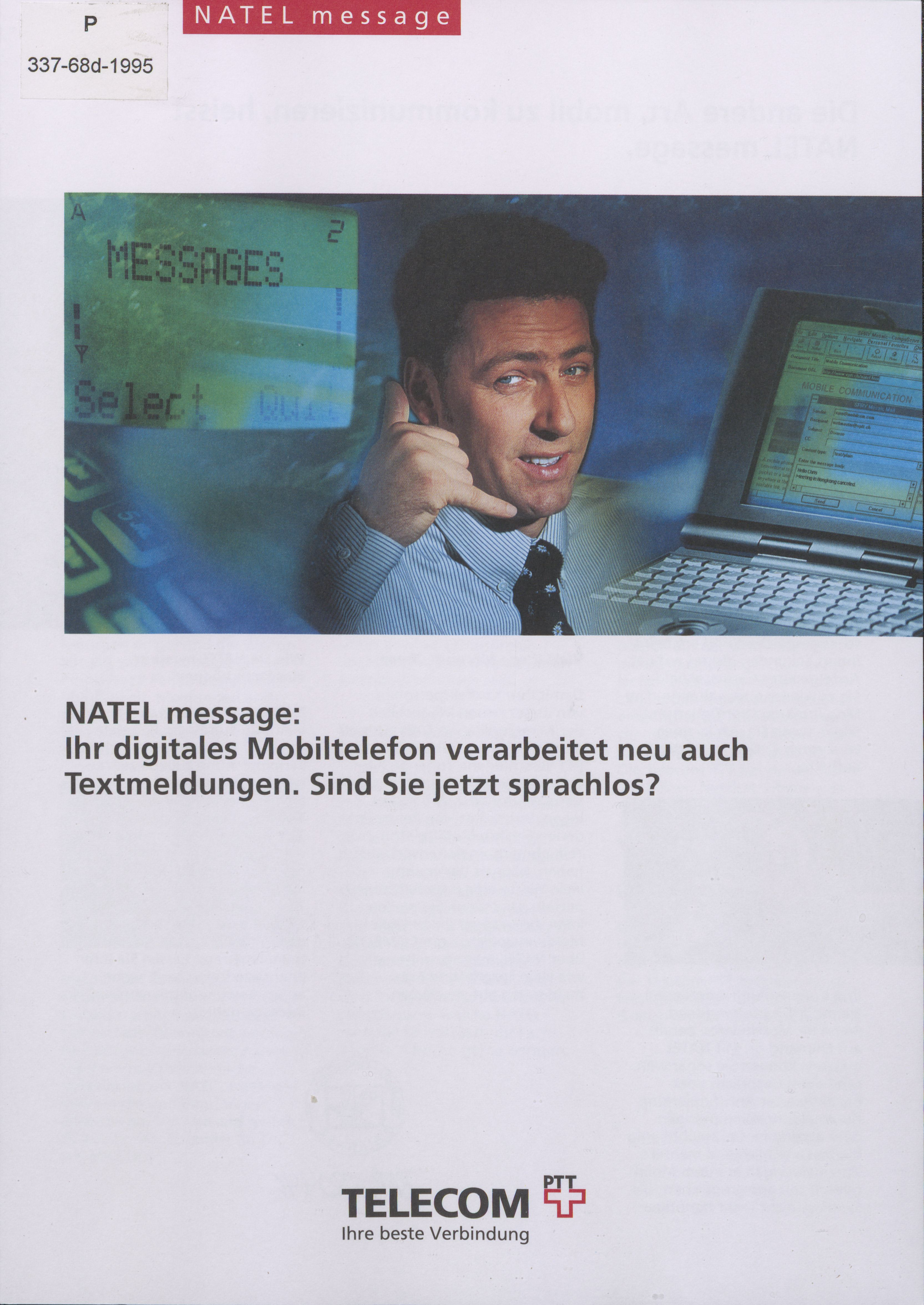
Werbung für NATEL-Nachrichten

- NATEL D (1993), nach dem GSM-Übertragungsstandard
  - ab Mitte 1990er-Jahre auch «textbasierte Nachrichten» (ähnlich SMS)
  - seit 2001 GPRS-Standard
  - seit 2004 UMTS-Standard

Seit der Liberalisierung des Marktes 1997 gibt es mehrere Mobilfunkanbieter in der Schweiz.
Mit der Einführung der neuen Mobilfunkabos «inOne mobile» ab April 2017 gibt Swisscom nach knapp 40 Jahren die Bezeichnung «Natel» auf.

### Anfänge
Die drahtlose Telefontechnik wurde in der Schweiz ab 1939 zur Erschliessung von Berghütten eingesetzt und ab 1949 zur Nutzung im Automobil. Bereits 1952 wurde im Grossraum Zürich eine vollautomatische Autotelefonanlage in Betrieb genommen. Entlang den Autobahnen entstand bis 1977 ein Netz von 62 Zentralen, welches die mobile Kommunikation per Auto sicherstellen sollte. Dieses System wies allerdings insbesondere in der Verbindungsstabilität gravierende Mängel auf. So waren Gespräche nur in einem Umkreis von 25 Kilometer möglich und die Anzahl an parallel geführten Gesprächen wurde wegen Überlastungsgefahr auf 20 Teilnehmer pro Zentrale begrenzt.

### Natel A
Durch technologische Neuerungen wie die Halbleitertechnik wurde ab 1978 durch die PTT ein moderneres Autotelefonnetz mit einer Kapazität von 10'000 Teilnehmern konzipiert. Das Nationale Autotelefon (Natel) sollte es dem Autofahrer erlauben, innerhalb der ganzen Schweiz nationale, aber auch internationale Telefongespräche zu tätigen. Dabei war die Dauer eines Natel-Gespräches auf 3 Minuten begrenzt. Die Schweizer Topographie sorgte zusätzlich für weitere Einschränkungen. Eine stabile Verbindung wurde durch Tunnel und Schluchten, aber auch durch Funkschatten, welche von Bergen, Hügeln oder zu schwachem Signal hervorgerufen wurden, gestört.
Das Natel-A-Netz wurde in fünf Netzgruppen unterteilt, welche ab 1978 sukzessive in Betrieb genommen wurden (Netzgruppe 1 Lausanne, Netzgruppe 2 Bern, Netzgruppe 3 Zürich, Netzgruppe 4 St. Gallen, Netzgruppe 5 Lugano). Am 30. April 1980 wurde die letzte Netzgruppe (St. Gallen) in Betrieb genommen.
Bei einem Natel-A-Gerät handelte es sich entweder um eine im Auto festinstallierte Station, welche über die Autobatterie betrieben wurde oder um einen rund 12 kg schweren Koffer, der auch Gespräche ausserhalb des Autos ermöglichte. Die Kosten für die Anschaffung und den Unterhalt waren hoch. So kostete ein Natel-A-Koffer rund 11'000 Franken. Dazu kamen zusätzlich die laufenden Anschlussgebühren der PTT, welche zwischen 90 und 180 Franken monatlich betrugen, je nachdem, in wie vielen Netzgruppen man telefonieren wollte. Wenn auch mit der Einführung des Natel-A-Netzes die Teilnehmerkapazität der mobilen Kommunikation in der Schweiz massiv erhöht wurde, unterschätzte die PTT die Nachfrage erheblich. So verzeichnete die PTT Ende 1980 bereits 3777 Natelanschlüsse, wobei 2393 alleine auf die Netzgruppe Zürich entfielen. Da die einzelnen Netzgruppen nur auf ca. 2000 Anschlüsse ausgerichtet waren, bedeutete dies für den Raum Zürich kontinuierliche Überlastungen und längere Wartezeiten, bis ein Kanal frei war. Das grosse Interesse an der neuen Technologie zwang die PTT im Februar 1980, einen Nummernstopp zu veranlassen und keine neuen Nummern mehr herauszugeben.

### Natel B
Nur Monate nachdem die letzte Netzgruppe des Natel-A-Netzes in Betrieb genommen wurde, sah sich die PTT durch die stetig steigenden Abonnentenzahlen im November 1980 gezwungen, ein zweites Netz aufzuschalten.

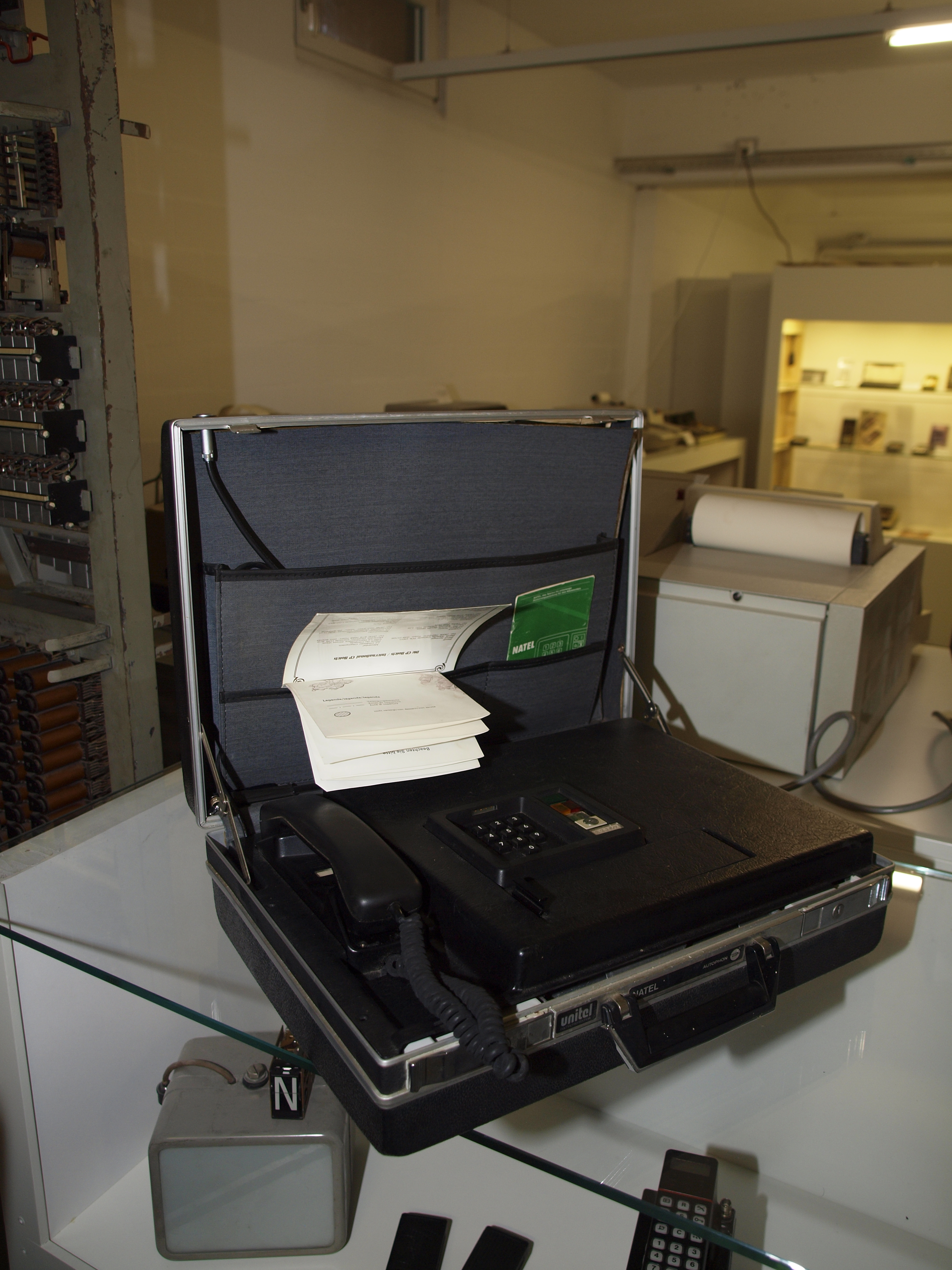
NATEL A-Gerät
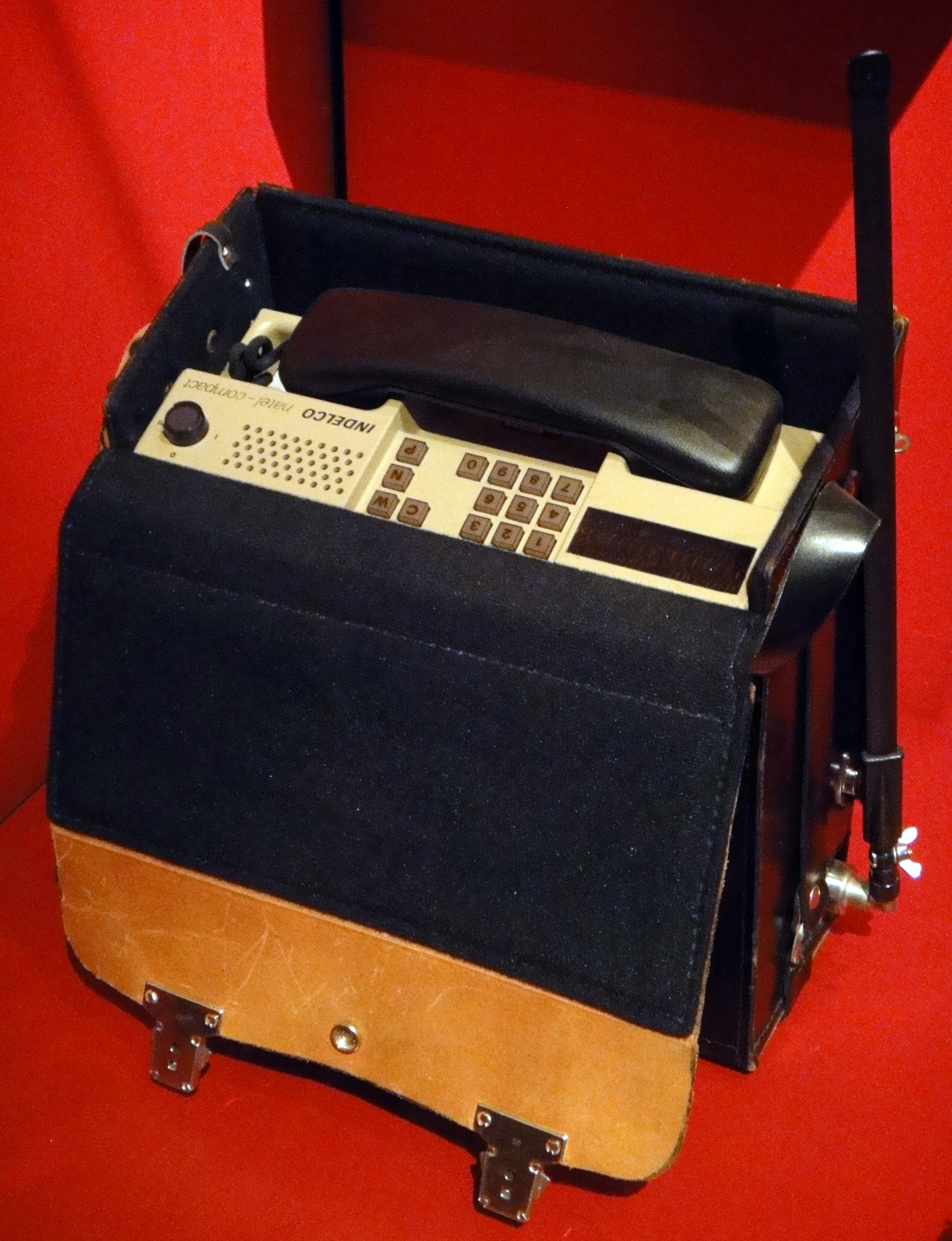
NATEL B-Gerät (Indelco Compact 801625)

## Fussnoten
1. ↑  Die Geschichte der Natel Abos Aboprofi – Schweizer Abo News abgerufen am 6. November 2015.
2. ↑  Swisscom lässt das «Natel» sterben. In: Tages-Anzeiger vom 22. Februar 2017.
3. ↑  Regine Buschauer: Telefon. In: Historisches Lexikon der Schweiz.  15. August 2012, abgerufen am 16. April 2020.
4. ↑  Natel, Nationaler Autotelefondienst, Teil 1, 1936-1979, PTT-Archiv, DK-A-0415, auf dem Onlineportal PTT-Archiv & Sammlungen Museum für Kommunikation.
5. ↑  Natel, Nationaler Autotelefondienst, Teil 1, 1936-1979, PTT-Archiv, DK-A-0415, auf dem Onlineportal PTT-Archiv & Sammlungen Museum für Kommunikation.
6. ↑  Merkblatt Nationales Autotelefonnetz A und B, 1989, PTT-Archiv, P 337-13d-1998, auf dem Onlineportal PTT-Archiv & Sammlungen Museum für Kommunikation.
7. ↑  Dienstliche Weisung T Nr. 24, 1982, PTT-Archiv, P-16-70 1982 24, auf dem Onlineportal PTT-Archiv & Sammlungen Museum für Kommunikation.